# Caporciano
Caporciano este o comună din Provincia L'Aquila, Regiunea Abruzzo, Italia.
Populația comunei este de 255 locuitori (1 ianuarie 2007).

## Demografie
Caporciano - evoluția demografică

|  | Graficele sunt indisponibile din cauza unor probleme tehnice. Mai multe informații se găsesc la Phabricator și la wiki-ul MediaWiki. |

Date: Recensăminte sau birourile de statistică - grafică realizată de Wikipedia